# جون أورتن
جون أورتن (بالإنجليزية: John Orton)‏ هو لاعب كرة قاعدة أمريكي، ولد في 8 ديسمبر 1965 في سانتا كروز في الولايات المتحدة.